# María Pérez García
María Pérez García (Orce, Granada, 29 de abril de 1996) es una deportista española que compite en atletismo, especialista en la disciplina de marcha. Es campeona olímpica en París 2024, bicampeona mundial del año 2023 y campeona europea de 2018.
Participó en dos Juegos Olímpicos de Verano, obteniendo dos medallas en París 2024, oro en la prueba de relevo mixto y plata en la prueba de 20 km. y el cuarto lugar en Tokio 2020, en la misma prueba.
Ganó dos medallas de oro en el Campeonato Mundial de Atletismo de 2023 y una medalla de oro en el Campeonato Europeo de Atletismo de 2018.

## Trayectoria
María Pérez nació en Orce (Granada) en 1996. Comenzó a practicar la marcha atlética en el colegio, a la edad de 11 años, bajo la dirección de Jacinto Garzón, quien ha sido su entrenador desde entonces.
Es internacional desde 2013 cuando debutó en el Campeonato Europeo sub-18. Fue campeona de España de 10 000 m en 2019, 2021 y 2023, de 20 km en 2018, 2019, 2021, 2022 y 2023, y campeona de 35 km en 2021, 2022 y 2023. Estableció las plusmarcas de España de los 3000 m (12:00,87) en 2018, los 5000 m (20:28,17) en 2022, y de los 10 km (42:29), los 20 km (1:25:30) y los 35 km (2:37:15, récord mundial) en 2023.
En agosto de 2018, en el Campeonato Europeo, obtuvo la medalla de oro en la distancia de 20 km, con un tiempo de 1:26:36, ganando a la checa Anežka Drahotová y la italiana Antonella Palmisano.
Participó en los Juegos Olímpicos de Tokio 2020, ocupando el cuarto lugar en la prueba de 20 km.
En 2022 compitió tanto en el Campeonato Mundial como en el Campeonato Europeo, pero fue descalificada en ambas ocasiones por marcha irregular.
En marzo de 2023 batió su récord de España de 20 km por más de un minuto en el transcurso del Campeonato de España. En mayo batió la plusmarca mundial de 35 km con una marca de 2:37:15 durante el Campeonato de Europa por Equipos, donde también consiguió la medalla de oro con la selección española. Ese mismo año, en el Campeonato Mundial se coronó bicampeona al ganar las pruebas de 20 km con un tiempo de 1:26:51, por delante de la australiana Jemima Montag y de la italiana Antonella Palmisano, y de 35 km, con una marca de 2:38:40,  por delante de la peruana Kimberly García León y la griega Antigoni Drisbioti.
En los Juegos Olímpicos de París 2024 obtuvo la medalla de oro en el relevo mixto (junto con Álvaro Martín), con una marca de 2:50:31, y la de plata en los 20 km, siendo superada por de la china Yang Jiayu. Este oro olímpico convirtió a Pérez y Martín en los primeros atletas españoles de la historia en conseguir la triple corona de campeones europeos, mundiales y olímpicos. Unos días después fue la abanderada de España en la ceremonia de clausura junto con el también atleta Jordan Díaz.
En mayo de 2025 ganó la medalla de oro individual y de plata por equipos en los 35 km del Campeonato Europeo de Marcha por Equipos.
Fue galardonada con la Medalla de Andalucía del Deporte en 2024. Estudia el grado en Educación infantil en la Universidad Católica San Antonio de Murcia (UCAM). Es públicamente lesbiana.

## Palmarés internacional
| Juegos Olímpicos   | Juegos Olímpicos   | Juegos Olímpicos | Juegos Olímpicos    |
| Año                | Lugar              | Medalla          | Prueba              |
| ------------------ | ------------------ | ---------------- | ------------------- |
| 2024               | París (Francia)    | Medalla de oro   | Marcha relevo mixto |
| 2024               | París (Francia)    | Medalla de plata | 20 km marcha        |
| Campeonato Mundial |                    |                  |                     |
| Año                | Lugar              | Medalla          | Prueba              |
| 2023               | Budapest (Hungría) | Medalla de oro   | 20 km marcha        |
| 2023               | Budapest (Hungría) | Medalla de oro   | 35 km marcha        |
| Campeonato Europeo |                    |                  |                     |
| Año                | Lugar              | Medalla          | Prueba              |
| 2018               | Berlín (Alemania)  | Medalla de oro   | 20 km marcha        |

## Competiciones internacionales
| Representando a España en marcha atlética | Representando a España en marcha atlética | Representando a España en marcha atlética | Representando a España en marcha atlética | Representando a España en marcha atlética | Representando a España en marcha atlética |
| Año                                       | Competición                               | Sede                                      | Puesto                                    | Prueba                                    | Marca                                     |
| ----------------------------------------- | ----------------------------------------- | ----------------------------------------- | ----------------------------------------- | ----------------------------------------- | ----------------------------------------- |
| 2012                                      | Copa Mundial Junior de Marcha             | Saransk (Rusia)                           | 29.º                                      | 10 km                                     | 51:15                                     |
| 2013                                      | Copa Europea Junior de Marcha             | Dudince (Eslovaquia)                      | 12.º                                      | 10 km                                     | 50:01                                     |
| 2013                                      | Campeonato Mundial Juvenil                | Donetsk (Ucrania)                         | 7.º                                       | 5000 m                                    | 23:48.11                                  |
| 2014                                      | Copa Mundial de Marcha sub-20             | Taicang (China)                           | 9.º                                       | 10 km                                     | 46:41                                     |
| 2014                                      | Campeonato Mundial Junior                 | Eugene (Estados Unidos)                   | 5.º                                       | 10 000 m                                  | 44:57.30                                  |
| 2015                                      | Copa Europea Junior de Marcha             | Murcia (España)                           | Medalla de bronce                         | 10 km                                     | 47:08                                     |
| 2015                                      | Campeonato Europeo Junior                 | Eskilstuna (Suecia)                       | 4.º                                       | 10 000 m                                  | 44:19.05                                  |
| 2016                                      | Campeonato Iberoamericano                 | Río de Janeiro (Brasil)                   | Medalla de plata                          | 10 000 m                                  | 45:31.83                                  |
| 2017                                      | Copa Europea de Marcha                    | Poděbrady (República Checa)               | 6.º i. · eq.                              | 20 km                                     | 1:30:52                                   |
| 2017                                      | Campeonato Europeo Sub-23                 | Bydgoszcz (Polonia)                       | Medalla de plata                          | 20 km                                     | 1:31:29                                   |
| 2017                                      | Campeonato Mundial                        | Londres (Reino Unido)                     | 10.º                                      | 20 km                                     | 1:29:37                                   |
| 2018                                      | Campeonato Mundial por Equipos            | Taicang (China)                           | 7.º i. · eq.                              | 20 km                                     | 1:28:50                                   |
| 2018                                      | Campeonato Europeo                        | Berlín (Alemania)                         | Medalla de oro                            | 20 km                                     | 1:26:36                                   |
| 2019                                      | Copa Europea de Marcha                    | Alytus (Lituania)                         | 11.º i. · eq.                             | 20 km                                     | 1:34:08                                   |
| 2019                                      | Campeonato Mundial                        | Doha (Catar)                              | 8.º                                       | 20 km                                     | 1:35:43                                   |
| 2021                                      | Campeonato Europeo por Equipos            | Poděbrady (República Checa)               | i. · eq.                                  | 20 km                                     | 1:28:03                                   |
| 2021                                      | Juegos Olímpicos                          | Tokio (Japón)                             | 4.º                                       | 20 km                                     | 1:30:05                                   |
| 2022                                      | Campeonato Mundial                        | Eugene (Estados Unidos)                   | DQ                                        | 20 km                                     | –                                         |
| 2022                                      | Campeonato Europeo                        | Múnich (Alemania)                         | DQ                                        | 20 km                                     | –                                         |
| 2023                                      | Campeonato Europeo por Equipos            | Poděbrady (República Checa)               | i. · eq.                                  | 35 km                                     | 2:37:15                                   |
| 2023                                      | Campeonato Mundial                        | Budapest (Hungría)                        | Medalla de oro                            | 20 km                                     | 1:26:51                                   |
| 2023                                      | Campeonato Mundial                        | Budapest (Hungría)                        | Medalla de oro                            | 35 km                                     | 2:38:40                                   |
| 2024                                      | Campeonato Mundial por Equipos            | Antalya (Turquía)                         | 10.º                                      | Relevo mixto                              | 3:02:43                                   |
| 2024                                      | Juegos Olímpicos                          | París (Francia)                           | Medalla de oro                            | Relevo mixto                              | 2:50:31                                   |
| 2024                                      | Juegos Olímpicos                          | París (Francia)                           | Medalla de plata                          | 20 km                                     | 1:26:19                                   |
| 2025                                      | Campeonato Europeo por Equipos            | Poděbrady                                 | i. · eq.                                  | 35 km                                     | 2:38:59 WL                                |

## Marcas personales
Todas las distancias en la modalidad de marcha atlética. Las distancias expresadas en metros se disputan en pista; las expresadas en kilómetros, en carretera.
| Distancia | Marca    | Año  |
| --------- | -------- | ---- |
| 3000 m    | 12:00,87 | 2018 |
| 5000 m    | 20:28,17 | 2022 |
| 5 km      | 21:38    | 2018 |
| 10000 m   | 43:42,04 | 2021 |
| 10 km     | 44:36    | 2017 |
| 20 km     | 1:25:30  | 2023 |
| 35 km     | 2:37:15  | 2023 |